# Lucius Quinctius Flamininus
Lucius Quinctius Flamininus was een Romeins politicus uit de 3e en 2e eeuw v.Chr..
Flamininus was in 201 v.Chr. Aedilis curulis en werd in 199 v.Chr. praetor. In 198 v.Chr. was hij de legaat van zijn broer Titus Quinctius Flamininus, die als consul het opperbevel in de strijd tegen Philippos V van Macedonië had gekregen. Lucius belegerde Eretria en was in 197 v.Chr. betrokken bij de onderhandelingen van zijn broer met de Spartaanse koning Nabis. In de jaren daarna was Flamininus de commandant van de Romeinse vloot in de Griekse wateren. In 194 v.Chr. keerde hij terug naar Rome.
In 192 v.Chr. was Flamininus consul en vocht hij in noordelijk Italië. Het jaar daarop diende hij weer als legaat in de strijd tegen de Seleucidische koning Antiochus de Grote.
In 184 v.Chr. werd Flamininus door censor Marcus Porcius Cato uit de senaat gezet wegens wangedrag tijdens zijn consulaat. Dit was feitelijk slechts het gevolg van een doorlopende strijd tussen de partij van de Scipiones en die van Cato.